# Lérasso
Lérasso, également orthographié Lélasso, est une commune rurale située dans le département de Sindo de la province de Kénédougou dans la région des Hauts-Bassins au Burkina Faso.

## Géographie
Lérasso se trouve à 10 km à l'est de Sindo et à 5 km à l'ouest de Bléni.

## Santé et éducation
Le centre de soins le plus proche de Lérasso est le centre de santé et de promotion sociale (CSPS) de Bléni.